# Genius Party
Genius Party (jap. ジーニアス・パーティ, Jīniasu Pāti) ist eine Anthologie von sieben Anime-Kurzfilmen, die unter der Leitung des japanischen Animationsstudios Studio 4°C produziert und im Jahr 2007 veröffentlicht wurden.
Fünf weitere Kurzfilme erschienen 2008 im Nachfolger Genius Party Beyond (ジーニアス・パーティ・ビヨンド, Jīniasu Pāti Biyondo).
Die japanischen Regisseure erhielten von Studio 4°C weitgehende Freiheit zur Umsetzung ihrer Ideen, sodass die Episoden jeweils unterschiedliche Grafikstile aufweisen und verschiedene Themen behandeln.

## Episoden
| Titel           | Regisseur            |
| --------------- | -------------------- |
| Genius Party    | Atsuko Fukushima     |
| Shanghai Dragon | Shōji Kawamori       |
| Deathtic 4      | Shinji Kimura        |
| Doorbell        | Yōji Fukuyama        |
| Limit Cycle     | Hideki Futamura      |
| Happy Machine   | Masaaki Yuasa        |
| Baby Blue       | Shin’ichirō Watanabe |

| Titel             | Regisseur        |
| ----------------- | ---------------- |
| Gala              | Mahiro Maeda     |
| Dimension Bomb    | Kōji Morimoto    |
| Moondrive         | Kazuto Nakazawa  |
| „Wanwa“ the Puppy | Shin’ya Ōhira    |
| Tojin Kit         | Tatsuyuki Tanaka |